# Grammostola actaeon
Grammostola actaeon är en spindelart som först beskrevs av Pocock 1903.  Grammostola actaeon ingår i släktet Grammostola och familjen fågelspindlar. Inga underarter finns listade i Catalogue of Life.